# Sprakensehl
Sprakensehl település Németországban, azon belül Alsó-Szászország tartományban. Lakosainak száma 1193 fő (2023. december 31.). Sprakensehl Obernholz, Dedelstorf, Steinhorst, Eschede, Wrestedt és Lüder községekkel határos.

## Népesség
A település népességének változása:
| Lakosok száma | 1238 | 1235 | 1211 | 1189 | 1209 | 1193 |
|               | 2016 | 2017 | 2019 | 2021 | 2022 | 2023 |